# Alegeri legislative în Țările de Jos, 1929
O alegere generala a Casei Reprezentantilor a Parlamentului Olandez a fost tinuta in Olanda pe 3 iulie 1929.
■SUMAR NATIONAL
| Partid                                              | %    | Locuri |
| --------------------------------------------------- | ---- | ------ |
| Partidul Romano Catolic                             | 29.6 | 30     |
| Partidul Social Democratic al Muncitorilor          | 23.8 | 24     |
| Partidul Anti Revolutionar                          | 11.6 | 12     |
| Uniunea Crestino Istorica                           | 10.5 | 11     |
| Partidul de Stat Liberal                            | 7.4  | 8      |
| Liga Democratica Ateista                            | 6.2  | 7      |
| Partidul Politic de Reforma                         | 2.3  | 3      |
| Partidul de mijloc la Nivel de Tara si Oras         | 1.2  | 1      |
| Partidul Statal de Reforma HGS                      | 1.1  | 1      |
| PArtidul Comunist al Olandei                        | 1.1  | 1      |
| Liga Muncitorilor                                   | 1.0  | 1      |
| Partidul Comunist al Comitetului Central al Olandei | 0.8  | 1      |
| Total                                               | -    | 100    |

■ Partide
Partidul Anti Revolutionar (Anti-Revolutionaire Partij)
Liga Agrara (Plattelandersbond[nefuncțională]
)
Partidul Central la nivel de Tara si Oras (Middenpartij voor Stad en Land)
Uniunea Crestino Istorica (Christelijke-Historische Unie)
Partidul Comunist Al Olandei (Communistische Partij Holland[nefuncțională]
)
Partidul Comunist al Comitetului Central al Olandei
Liga pentru Recuperare Nationala (Verbond voor Nationaal Herstel)
Partidul Liberal Statal (Liberale Staatspartij), continuarea Ligii Libertatii
Liga Democratica Ateista (Vrijzinnig Democratische Bond)
Partidul Politic de Reforma (Staatkundig Gereformeerde Partij)
Partidul Statal de Reforma HGS (Hervormd Gereformeerde Staatspartij)
Partidul Socialist Revolutionar (Revolutionair Socialistische Partij)
Partidul Romano- Catolic al Poporului (Roomsch-Katholieke Volkspartij)
Partidul Romano Catolic Statal (Roomsch-Katholieke Staatspartij)
Partidul Social Democrat al Muncitorilor (Sociaal-Democratische Arbeiderspartij)
| Alegeri si Referendumuri in Olanda | |  |
| ---------------------------------- | --- |  |
| Alegeri generale                   | 1796 · 1888 · 1891 · 1894 · 1897 · 1901 · 1905 · 1909 · 1913 · 1917 · 1918 · 1922 · 1925 · 1929 · 1933 · 1937 · 1946 · 1948 · 1952 · 1956 · 1959 · 1963 · 1967 · 1971 · 1972 · 1977 · 1981 · 1982 · 1986 · 1989 · 1994 · 1998 · 2002 · 2003 · 2006 · 2010 |  |
| Alegeri Europene                   | 1979 · 1984 · 1989 · 1994 · 1999 · 2004 · 2009 |  |
| Referendum                         | 1797 · 1798 · 1801 · 2005 |  |

| Categorii: alegeri in Olanda/ alegeri 1929 |